# Minilabrus
Minilabrus és un gènere de peixos de la família dels làbrids i de l'ordre dels perciformes.

## Taxonomia
- Minilabrus striatus (Randall i Dor, 1980)[2][3]